# Ванчо Мицевський
Ванчо Мицевський (мак. Ванчо Мицевски; нар. 28 серпня 1971, Скоп'є, СР Македонія) — югославський та македонський футболіст, нападник.

## Клубна кар'єра
Футбольну кар'єру розпочав 1989 року в «Работнічках». У 1990 році перейшов до «Пелістера», який виступав у Другій лізі Югославії. У сезоні 1990/91 років разом зкомандою вийшов до Першої ліги, а в сезоні 1992/93 років разом з ним стартував у Першій лізі Македонії. У 1994 році перейшов з «Пелістера» до іншого македонського клубу, «Сілекса». У сезоні 1995/96 років разом з цією командою виграв чемпіонат Македонії, а в сезоні 1996/97 років з 16-а забитими м'ячами. разом з Мирославом Гйокичем, став найкращим бомбардиром Першої ліги. Загалом же в Першій лізі чемпіонату Македонії відзначився 128-а голами, завдяки чому є другим найкращим бомбардиром в історії чемпіонату Македонії.
Під час зимового трансерного вікна сезону 1996/97 років переїхав до Бельгії, де став гравцем «Мехелену» з Другого дивізіону національного чемпіонату. Виступав у Бельгії протягом одного сезону. У 1998 році перейшов до «Уніону» (Берлін) з Регіоналліги, в якій відіграв сезон 1998/99 років. Потім повернувся до «Пелістера», у складі якого в сезоні 2000/01 років виграв кубок Македонії. У «Пелістері» грав до кінця 2003 року. Потім виступав у «Маджарі Солідарност» та «Пелістері», у футболці якого 2007 року завершив футбольну кар'єру.

## Кар'єра в збірній
У футболці національної збірної Македонії під керівництвом Андона Дончевського дебютував 13 жовтня 1993 року в переможному (4:1) товариському матчі проти Словенії. Мицевський вийшов на поле на 86-й хвилині, замінивши Зорана Бошковського, автора історичного першого голу македонської збірної. Дебютним голом у збірній відзначився 14 травня 1994 року в переможному (5:1) товариському поєдинку проти Албанії. З 1993 по 1998 рік у футболці національної команди зіграв 9 матчів та відзначився 4-а голами.

### Голи за збірну
| # | Дата              | Місце                                     | Суперник    | Результат | Змагання         |
| - | ----------------- | ----------------------------------------- | ----------- | --------- | ---------------- |
| 1 | 14 травня 1994    | Міський стадіон Тетово, Тетово, Македонія | Албанія     | 5–1       | Товариський матч |
| 2 | 14 травня 1994    | Міський стадіон Тетово, Тетово, Македонія | Албанія     | 5–1       | Товариський матч |
| 3 | 9 листопада 1996  | Спортпарк Ешен-Морен, Ешен, Ліхтенштейн   | Ліхтенштейн | 1–11      | кв. ЧС 1998      |
| 4 | 27 листопада 1996 | Національний стадіон, Та-Калі, Мальта     | Мальта      | 0–2       | Товариський матч |

## Досягнення
- Перша ліга Македонії
  -  Чемпіон (2): 1995/96, 1996/97

- Кубок Македонії
  -  Володар (2): 1996/97, 2000/01

- Кубок СР Македонія
  -  Володар (1): 1990/91

- Найкращий бомбардир Першої ліги Македонії: 1996/97